# توسعية

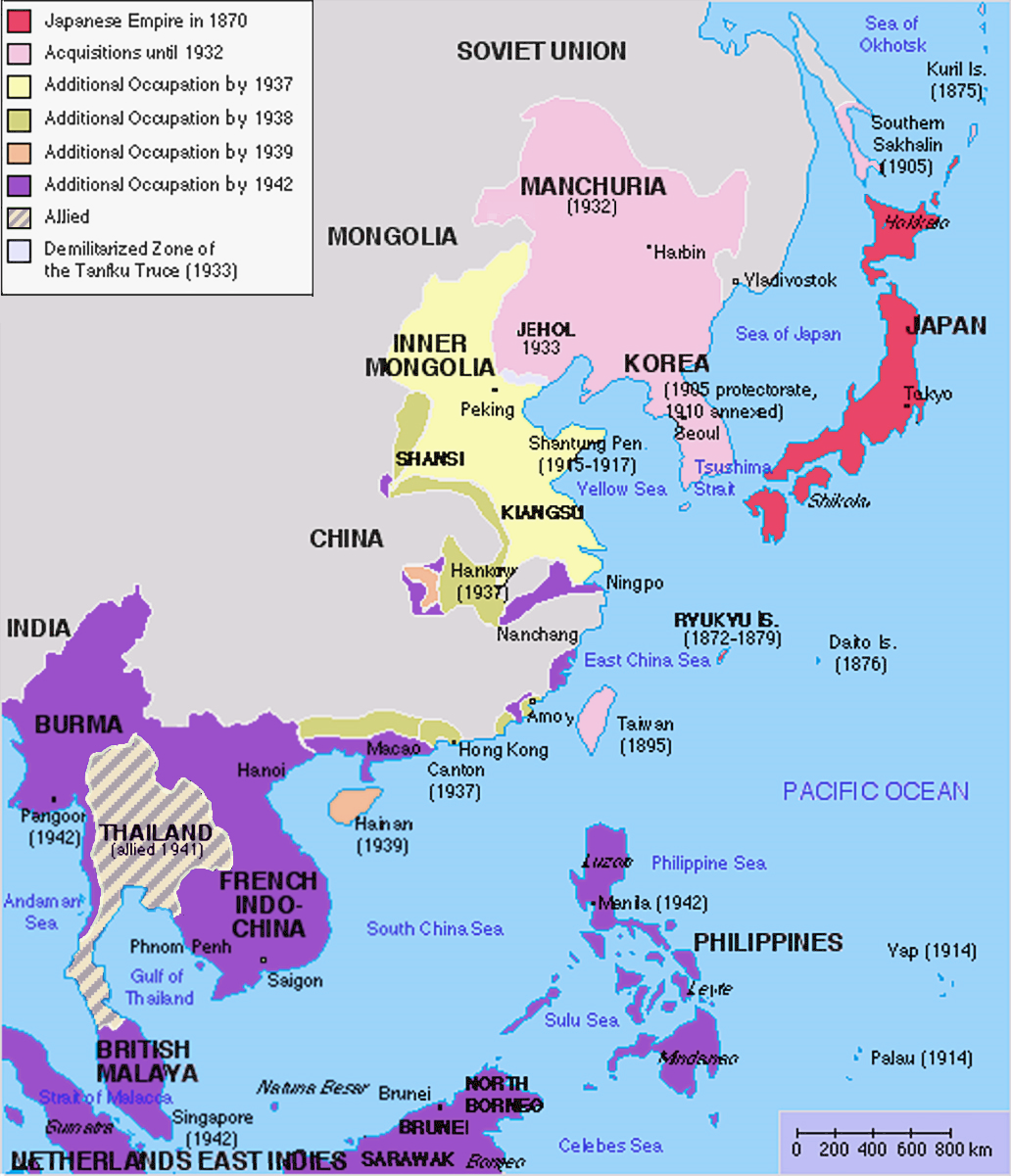

التوسّعيّة تعني توسِّعُ الحكومات والدول أراضيها أو قوتها أو ثروتها أو نفوذها من خلال النمو الاقتصادي أو القوة الناعمة أو العدوان العسكري من أجل التوسع والاستعمار.
تستعمل الأناركية أو الدعوة إلى الاتحاد السياسي أو الوحدة الوطنية أحيانًا من أجل تبرير التوسعية وتشريعها، ولكنّ هذا لا يكون إلّا إذا كان الهدف المعلن استرجاع أراضٍ محتلة أو احتلال أراضٍ كانت للأسلاف. من جهة أخرى قد تستعمل أيديولوجيات الأرض الموعودة -كمعتقد القدر المتجلّي- من أجل تبرير التوسعية وتشريعها من جهة أنّ الأراضي ستصبح في يد الغازي في النهاية مهما كان من أمر، خلافًا لمزاعم الملكيّة السابقة.

## نظريات التوسعية
كتب ابن خلدون أن الممالك المؤسسة حديثًا تستطيع أن تطلب توسيع حدودها بفضل التماسك الاجتماعي أو العصبية فيها.
نظّر عالم الاقتصاد السوفياتي نيكولاي كوندراتيف أنّ الرأسمالية تتقدم في دورات خمسينية (كل دورة 50 عامًا) من التوسّع والركود، يقودها في ذلك الابتكار التقني. كانت المملكة المتحدة والولايات المتحدة واليابان والصين الآن في مقدّمة موجات متعاقبة.
رأى كرين برينتون في كتابه تشريح الثورة أن الثورة عامل من عوامل التوسعية، وضرب أمثلة على هذا روسيا الستالينية والولايات المتحدة والإمبراطورية النابليونية.
يعتقد كريستوفر بوكر أن التفكير الحالم قد يولّد «مرحلة حلمية» من التوسعية كما في الاتحاد الأوربي، وهي مرحلة قصيرة الحياة وغير مستقرة.

## أمثلة من الماضي
قاد الحكم العسكري الوطني للقيصر نيكولاس الأول (1825–1855) إلى حروب لغزو فارس (1826–1828) وتركيا (1828–1829). سُحقت عدة قبائل متمردة في إقليم القوقاز. وهُزم تمرّد بولندي في عام 1830 بلا رحمة. عبر الجنود الروس عام 1848 إلى النمسا المجر من أجل إخماد تمرد مجري. اعتمدت سياسيات الترويس لإضعاف الأقليات العرقية. بنى نيكولاس أيضًا قصر الكرملن وكاتدرائية جديدة في سان بطرسبرغ. لكن الأمل في توحيد السلاف قاد إلى حرب مع تركيا (مريض أوروبا) في 1853 منعت بريطانيا وفرنسا من غزو القرم، ومات نيكولاس، يُقال بسبب حزنه بعد هزيمته.
خضع الرايخ الألماني الثاني (1871–1918) لثورة صناعية تحت حكم بسمارك الذي أصلح الجيش ووسّعه. اضطُهد البولنديون والكاثوليكيون. أُنشِئَت المستعمرات في إفريقيا والصين. في 1890، رفض القيصر ويليم الثاني بسمارك وعزمَ على بناء قوة بحرية عالمية، وهو ما قاد إلى سباق تسلّح مع بريطانيا ثمّ إلى الحرب العالمية الأولى.
منذ 1933، طالب الرايخ الثالث تحت حكم هتلر برينلاند والسوديت والاتحاد مع النمسا في 1938، وبقية الأراضي التشيكية في السنة التي تلتها. بعد انتهاء الحرب، قسّم هتلر وستالين بولندا بين ألمانيا والاتحاد السوفييتي. في الحملة نحو الشرق التي سعت نحو الحصول على موطن للشعب الجرماني، غزت ألمانيا الاتحاد السوفييتي عام 1941.
الاستعمارية (الكولونيالية)، هي نوع من التوسعية تسعى فيه الدولة إلى توسيع نفوذها على أراضٍ أو شعوب أخرى أو استرجاعه، لا سيّما بهدف تطوير هذه الأراضي أو استغلالها لمصلحة الدولة المستعمِرة. بدأت فترة الاستعمار الأوروبي منذ القرن الخامس عشر إلى أواسط القرن العشرين عندما أسست عدة قوى أوروبية مستعمرات في الأمريكيتين وإفريقيا وآسيا.
الوطنية التوسّعية: شكل عدواني متطرف من الوطنية يقوم على مشاعر وطنية استبدادية ودعم التوسّعية. ابتُكر هذا المصطلح في أواخر القرن التاسع عشر عندما شاركت القوى الأوروبية في «التدافع على إفريقيا» باسم المجد الوطني، لكنّه ارتبط أشدّ الارتباط بالحكومات العسكرية في القرن العشرين كإيطاليا الفاشية وألمانيا النازية والإمبراطورية اليابانية ودول البلقان في ألبانيا (ألبانيا الكبرى) وبلغاريا (بلغاريا الكبرى) وكرواتيا (كرواتيا الكبرى) والمجر (المجر الكبرى) ورومانيا (رومانيا الكبرى) وصربيا (صربيا الكبرى).
في السياسات الأمريكية بعد حرب عام 1812، كانت حركة القدر المتجلّي هي الحركة الأيديولوجية في توسّع أمريكا غربًا. جمعت هذه الحركة بين الوطنية التوسعية والقارّيّة، وتُعزى إليها الحرب المكسيكية في 1846-1848. على الرغم من تأييدها للمستوطنين والتجار الأمريكيين على أنهم الذين يجب أن يدعمهم جيش الحكومة، خضعت شركة بنت وسانت فرين وشركاؤه -التي كانت أهم شركة تجارية قبل الحرب المكسيكية- لانحدار نتيجة للحرب والتجارة غير الشرعية للمستوطنين الأمريكيين بمساعدة بيريس. خسرت الشركة أيضًا شريكها تشارلز بنت في 19 يناير عام 1847، نتيجة لأعمال الشغب في الحرب المكسيكية. ماتت قبائل التشين والكومانتش والكيوا والباوني بسبب الدجري في 1839-1840، والحصبة والسعال الديكي في 1845 والكوليرا التي جاء بها المستوطنون البيض في 1849. استُنفدت أيضًا قطعان الجاموس والأعشاب المتناثرة والمياه النادرة بعد الحرب مع ازدياد التجارة غير المشروعة للمستوطنين وهم يتوجهون إلى كاليفورنيا في فترة حُمّى الذهب.

## القرن الواحد والعشرون

### الصين
توسّع الجمهورية الشعبية الصينية عمليّاتها ونفوذها في بحر الصين الجنوبي، وتطالب بحقّها في جزرٍ متناثرة متنازَعٍ عليها في سعيها للبحث عن النفط والغاز. من أهمّ وسائل نفوذها مبادرة الحزام والطريق.

### إسرائيل
تأسست إسرائيل على الأراضي التي احتلتها بحكم بيان الملكية الأصلية في 14 مايو عام 1948 بعد نهاية الحرب العالمية الثانية والهولوكوست. حاولت حكومتها تمديد رقعتها وقوتها من خلال ضمّ هضبة الجولان عام 1981.

### إيران
إيران أكبر دولة شيعية، حاولت مدّ نفوذها إلى الشرق الأوسط كلّه، يشمل هذا العراق ولبنان وسوريا وإيران وأفغانستان، من خلال تسليح ميليشيات محلية.

### روسيا
يهدد سلوك روسيا تكامل دول حلف الناتو ونفوذها، وكذلك جيران روسيا من غير أعضاء حلف الناتو. الأحداث المرتبطة بروسيا: الحرب الروسية الجورجية عام 2008، واحتلال روسيا لأوسيتيا الجنويبة وأبخازيا، والتدخل العسكري الروسي في أوكرانيا الذي بدأ عام 2014 بضمّ القرم والحرب في دونباس، والتدخل العسكري في سوريا.

### الولايات المتحدة
تُرى الولايات المتحدة على أنها تستعمل قوتها من أجل توسيع نفوذها. بدأت الولايات المتحدة حربًا في أفغانستان ردًّا على هجومَي 9/11. وبرغم معارضة حلفاء تقليديين لها كفرنسا، أعلنت الولايات المتحدة حربًا في العراق بناءً على معلومات غير دقيقة تقول بامتلاك العراق أسلحة دمار شامل.
فرضت الولايات المتحدة حظرًا اقتصاديًّا على دول مثل كوبا، وبنَت قواعد عسكريّة حول العالم، لا سيما في الدول العربية الخليجية، ودعمت الجماعات المعارضة في ليبيا وسوريا في الربيع العربي والحرب الأهلية السورية.
تعزز سلطة الدولار الأمريكي في التجارة العالمية أثر العقوبات التجارية الأمريكية. في سعي الولايات المتحدة لتحقيق أهداف سياستها الخارجية، فرضت عقوبات على دول مثل تركيا وروسيا وفنزويلا وإيران.

## أيديولوجيات
في القرن التاسع عشر، نشأت نظريّات التوحيد العرقي كتوحيد الجرمان أو السلاف أو الترك أو الطورانيين. وفي كل حالة من هذه الحالات، استعملت الدولة الحاكمة (على الترتيب: روسيا، بروسيا، روسيا والإمبراطورية العثمانية، لا سيما في حكم أنور باشا) هذه النظريّات من أجل تبرير سياساتها التوسّعيّة.

## في الثقافة العامة
رواية جورج أورويل الساخرة مزرعة الحيوان تصويرٌ خياليّ مبنيّ على الاتحاد السوفياتي الستاليني، إذ تسيطر نخبة جديدة على الحكم وتؤسس قوانين وهرميّات جديدة ثم تتوسّع اقتصاديًّا وهي تداهن في مبادئها، أمّا روبرت إركسين تشيلدرز في أحجية الرمال فيصوّر الطبيعة المهدِّدة للرايخ الألماني الثاني. تظهر رواية الغرباء الحمر لإلسبث هكسلي تأثير التوسّع الاستعماري على الثقافة المحلّيّة في إفريقيا جنوب الصحراء الكبرى.